# District militaire ouest
Le district militaire ouest (en russe : За́падный вое́нный о́круг), traduisible aussi par « district militaire occidental » et abrégé en ZVO (la transcription de ЗВО), est une région militaire des Forces armées de la fédération de Russie (un commandement stratégique opérationnel) dans le Nord-Ouest du pays, conçu pour protéger la partie occidentale du pays. L'état-major est situé à Saint-Pétersbourg.
Il est formé par l'oukase no 1144 du président de la fédération de Russie du 20 septembre 2010 comme successeur des districts militaires de Léningrad et de Moscou. Il disparaît au 1er mars 2024, divisé entre ces deux districts qui sont recréés. 

## Historique

### Formation
Le district militaire ouest est formé lors de la réforme militaire de 2008-2010 sur la base de deux districts militaires, ceux de Moscou et de Léningrad. Initialement, le district incluait les flottes du Nord et de la Baltique, ainsi que le 1er commandement de l'armée de l'air et de la défense aérienne. Le district militaire ouest est le premier district formé selon le nouveau système d'organisation militaire de la fédération de Russie.
Actuellement, les troupes et les forces du district militaire ouest sont déployées dans les limites administratives de trois districts fédéraux (du Nord-Ouest, du Centre et une partie de celui de la Volga) sur le territoire des entités régionales suivantes : Carélie, Belgorod, Briansk, Vladimir, Vologda, Voronej, Ivanovo, Kaliningrad, Kalouga, Kostroma, Koursk, Léningrad, Lipetsk, Moscou, Nijni Novgorod, Novgorod, Oriol, Pskov, Riazan, Smolensk, Tambov, Tver, Toula, Iaroslavl ainsi que des villes de Moscou et de Saint-Pétersbourg.
Toutes les formations militaires des types et branches des Forces armées russes stationnées sur le territoire du district, à l'exception des forces de missiles stratégiques et des forces aérospatiales, sont subordonnées au commandant du district militaire ouest. En outre, les formations militaires du service fédéral des troupes de la Garde nationale, du service des gardes-frontières du FSB de Russie, ainsi que des parties du ministère russe des Situations d'urgence et d'autres ministères et départements de la fédération de Russie exécutant des tâches sur le territoire de la district  sont sous sa subordination opérationnelle.

### Évolution 2014-2018
En décembre 2014, la flotte du Nord quitte le district militaire ouest pour intégrer le commandement stratégique conjoint Nord (le district militaire du Nord).
En 2016, le quartier général de la 1re armée de chars de la Garde est de nouveau déployé dans le district militaire ouest. La 144e division de fusiliers motorisés de la Garde est créée à Ielnia et Klintsy, la 3e division de fusiliers motorisés est formée dans la zone des villes de Valouïki et Bogoutchar.
En avril 2017, le ministère de la Défense signale que le 14e corps d'armée a été transféré au commandement stratégique conjoint de la flotte du Nord. Il apparaît que ce corps d'armée, dont le nom renvoie à la 14e armée soviétique pendant la Seconde Guerre mondiale, comprend les 80e et 200e brigades de fusiliers motorisés.
Lors de l'exercice militaire Zapad 2017 (« Ouest 2017 »), une partie importante des troupes du district militaire ouest, soit 12 700 personnes, est impliquée en Biélorussie, dans la région de Kaliningrad et dans les autres régions du Nord-Ouest de la Russie.
Un communiqué de presse du ministère russe de la Défense de décembre 2018 a indiqué qu'une compagnie de Spetsnaz indépendante a été formée dans une armée combinée du district.

### Invasion de l'Ukraine

Lors de l'invasion de l'Ukraine en 2022, les véhicules russes portent des marques pour les différencier de ceux ukrainiens : c'est un Z dans un carré pour le district ouest (Zapad).

Lors du déclenchement de l'invasion de l'Ukraine par la Russie le 24 février 2022, le district ouest engage la partie professionnelle de ses unités (ses BTG). L'état-major du district a la charge d'une des « directions opérationnelles » : débouchant des oblasts de Briansk, de Koursk et de Belgorod, elle envahit le Nord-Est de l'Ukraine, avec pour mission de prendre Kharkiv, de foncer jusqu'au Dniepr via Poltava et d'ainsi encercler les forces ukrainiennes déployées dans le Donbass. Mais la 2e armée combinée de la Garde est bloquée face à Konotop et Nijyn, la 1re armée de chars de la Garde devant Soumy, la 6e armée combinée est repoussée de Kharkiv, tandis que la 20e armée combinée de la Garde piétine dans la partie nord de l'oblast de Louhansk face à Sievierodonetsk. Les brigades ukrainiennes défendent les agglomérations et harcèlent les colonnes.
Fin mars 2022, les troupes du district ouest se replient derrière la frontière russo-ukrainienne, ses unités encore opérationnelles étant ensuite redéployées dans l'Est de l'Ukraine, notamment les BTG de la 1re armée blindée de la Garde devant Izioum. Le 10 avril, les troupes russes engagées en Ukraine passent sous un commandement unique. En avril, Izioum est capturée ; en juin, Sievierodonetsk est prise. En septembre 2022, une percée ukrainienne menace d'encerclement les unités russes autour d'Izioum, qui évacuent en abandonnant sur place leur matériel lourd.

### Dissolution
Le 26 février 2024, un décret signé par Vladimir Poutine acte la dissolution du district militaire ouest. Il est divisé à nouveau entre le district militaire de Moscou et celui de Léningrad à compter du 1er mars, situation similaire à celle d'avant 2010. 

## Commandants du district
- Colonel-général Arkadi Viktorovitch Bakhine, du 28 octobre 2010[12] au 9 novembre 2012[13] ;
- colonel-général Anatoli Alekseïevitch Sidorov, du 24 décembre 2012 au 10 novembre 2015[14] ;
- colonel-général Andreï Valerievitch Kartopolov, du 10 novembre 2015 au 19 décembre 2016 ;
- lieutenant-général V. B. Astapov – du 19 décembre 2016 à avril 2017 (par intérim) ;
- colonel-général Andreï Kartapolov, d'avril 2017 au 30 juillet 2018 ;
- lieutenant-général Victor Borissovitch Astapov, du 30 juillet à novembre 2018 (par intérim) ;
- colonel-général Alexandre Alexandrovitch Jouravliov, de novembre 2018[15] à juin 2022 ;
- lieutenant-général Andreï Ivanovitch Sytchevoï, de juin 2022 à octobre 2022 ;
- lieutenant-général Roman Borissovitch Berdnikov du 3 octobre[16] au 13 décembre 2022 ;
- colonel-général Sergeï Iourievitch Kouzovlev, du 13 au 26 décembre 2022 ;
- colonel-général Evgeniy Nikiforov, depuis le 26 décembre 2022[17].

## Grandes unités
Le district ouest couvrant la majeure partie de la Russie européenne, il fait face aux autres pays d'Europe de l'Est, se préparant à un hypothétique conflit avec les forces de l'OTAN. En plus d'unités organiques (3 brigades ferroviaires, 3 de logistique et des centres d'entraînement), le district a sous ses ordres en 2018 les grandes unités suivantes :
- de l'armée de terre russe[18] :
  - la 1re armée de tanks de la Garde, à Odintsovo dans l'oblast de Moscou ;
  - la 6e armée combinée, à Agalatovo (en) dans l'oblast de Léningrad ;
  - la 20e armée combinée de la Garde, à Voronej ;
  - le 3e corps d'armée (créé en juin 2022), à Moulino dans l'oblast de Nijni Novgorod ;
  - le groupe opérationnel des forces russes en Transnistrie, à Tiraspol dans la « république moldave du Dniestr » ;
  - la 45e brigade d'artillerie lourde (armée avec des 2S4 Tioulpan et 2S7 Pion), à Tambov ;
  - la 79e brigade de lance-roquettes de la Garde (des BM-30 Smertch), à Tver ;
  - la 202e brigade de missiles antiaériens, à Naro-Fominsk ;
  - la 1re brigade du génie de la Garde, à Mourom ;
  - la 45e brigade du génie de la Garde, à Nakhabino dans l'oblast de Moscou ;
  - la 28e brigade de pontonniers de la Garde, à Moulino ;
  - la 15e brigade de guerre électronique, à Stroitel dans l'oblast de Tambov ;
  - la 16e brigade de guerre électronique, au village du maréchal Joukov dans l'oblast de Koursk ;
  - la 27e brigade de défense NBC, à Koursk ;
  - la 1re brigade de commandement, à Sertolovo dans l'oblast de Léningrad ;
  - la 45e régiment de camouflage du génie, à Nikolo-Ourioupino près de Krasnogorsk, dans l'oblast de Moscou ;
  - cinq bases de stockage d'armes et d'équipements (de quoi théoriquement remettre sur pied deux brigades de fusiliers motorisés, deux d'artillerie et une de chars)[19] ;
- de la marine russe, avec la flotte de la Baltique, basée à Kaliningrad, Baltiïsk et Kronstadt ;
  - le 11e corps d'armée, à Goussev dans l'oblast de Kaliningrad ;
  - la 336e brigade d'infanterie de marine de la Garde, à Baltiïsk ;
  - la 27e brigade de missiles côtiers, à Donskoïe dans l'oblast de Kaliningrad ;
  - le 841e centre de guerre électronique, à Iantarny ;
  - le 69e régiment du génie maritime de la Garde, à Gvardeïsk ;
- des troupes aéroportées (les VDV) :
  - la 76e division d'assaut aéroporté de la Garde, à Pskov ;
  - la 98e division aéroportée de la Garde, à Ivanovo ;
  - la 106e division aéroportée de la Garde, à Toula ;
  - la 38e brigade de commandement de la Garde, à Medvezhie Oziori près de Chtchiolkovo dans l'oblast de Moscou ;
- des forces spéciales du GRU :
  - la 2e brigade des forces spéciales de la Garde, à Promejitsi dans l'oblast de Pskov ;
  - la 16e brigade des forces spéciales de la Garde, à Tambov ;
  - la 45e brigade des forces spéciales de la Garde (dépend aussi des VDV), à Koubinka dans l'oblast de Moscou ;
  - la 82e brigade spéciale de génie radio, à Viazma ;
  - la 146e brigade spéciale de génie radio, près de Bugry dans l'oblast de Léningrad ;
- de l'armée de l'air russe (la VVS et les PVO) :
  - la 6e armée aérienne, à Saint-Pétersbourg ;
  - le 63e centre de transmissions, sur la base aérienne de Smolensk-Severny ;
  - le 676e centre de contrôle de l'aviation à longue portée, à Kostino dans l'oblast de Vladimir.

### Protection de Moscou

Détachement du régiment Préobrajensky devant la tombe du soldat inconnu (au jardin Alexandre de Moscou) en 2009.

Deux régiments des Forces terrestres assurent des missions de garde d'honneur et de force de sécurité au profit du gouvernement fédéral russe, notamment de la présidence au Kremlin de Moscou :
- 1er régiment séparé de fusiliers Semionovsky ;
- 154e régiment séparé du commandement Préobrajensky.

En plus de cette garde prétorienne, la capitale russe est défendue par des unités du FSB (dépendant du ministère de la Justice) et celles de la Garde nationale (ex troupes internes du ministère de l'Intérieur), tandis que les résidences du président de la République et du président du gouvernement sont gardées par le FSO (notamment le SBP avec son régiment du Kremlin) ; ces unités ne dépendant pas du ministère de la Défense, elles ne sont donc pas sous les ordres du district.